# ニコラ・ミヤイロヴィッチ
ニコラ・ミヤイロヴィッチ（セルビア語: Никола Мијаиловић, ラテン文字転写: Nikola Mijailović、1982年2月15日 - ）は、セルビアの元サッカー選手。ポジションはディフェンダー。

## 経歴
2013年6月26日、レッドスター・ベオグラードと1年契約を締結した。
2014-15シーズンにはキャプテンを務めていたが、2014年末にレッドスターのズヴェズダン・テルジッチGMを批判する匿名のメールを送信したためクラブにより出場停止処分となり、そのまま現役を引退した。